# Титовский сельский совет (Запорожская область)
Титовский сельский совет (укр. Титовська сільська рада) — входит в состав
Бильмакского района
Запорожской области
Украины.
Административный центр сельского совета находится в
с. Титово.

## Населённые пункты совета
- с. Титово